# Heliconius asterope
Heliconius asterope är en fjärilsart som beskrevs av Jose Francisco Zikán 1937. Heliconius asterope ingår i släktet Heliconius och familjen praktfjärilar. Inga underarter finns listade i Catalogue of Life.